# When the Rain Stops Falling
When the Rain Stops Falling és una obra de teatre sobre la família, els llegats secrets, la traïció i el perdó vistos a quatre generacions i pels dos continents. El drama es va estrenar el marc del 2008 a l'Adelaide Festival. Fou escrita pel dramaturg i guionista australià Andrew Bovell.

## Sinopsi
L'obra s'obre al so de la pluja que cau a la regió desèrtica d'Alice Springs, Austràlia el 2039.
Un rodamon itinerant i excèntric, Gabriel York, espera la visita del seu fill anglès adult, Andrew, després d'anys d'estranyament. Gabriel té moltes ganes de fer una bona impressió. Amb una cartera buida, nevera buida i inundacions que barren les carreteres, Gabriel no té ni idea de com servir el seu fill ni on trobar menjar. De sobte un peix cau del cel, aterrant als seus peus.
L'acció es trasllada després al passat, a un pis modest a Londres el 1959.
La relació entre la parella casada Henry i Elizabeth Law (els avis de Gabriel York) comença a patir poc després de néixer el seu fill (Gabriel Law). Al mateix pis del 1988, la relació de Gabriel Law s'estreny a causa de la negativa de la seva mare Elizabeth a posar llum sobre la misteriosa desaparició del seu pare quan només tenia set anys.
Amb ganes de retraçar les petjades del seu pare i unir el passat de la seva família, Gabriel Law es dirigeix a Austràlia, on coneix a una jove cambrera vulnerable, Gabrielle York. Gabrielle es mostra preocupada pel seu tràgic passat, després d'haver perdut ambdós pares després de la desaparició del seu germà. La parella descobreix la veritat sobre les seves històries familiars.

## Escenari
L'obra té lloc en diversos períodes entre 1959 i 2039, a les zones rurals Alice Springs i Coorong, Austràlia i Londres, Anglaterra. Les escenes del 2039 se senten apocalípticament febles. Molta acció s'escenifica al voltant d'una taula del menjador, on els membres de la família gairebé “es veuen els uns dels altres a través del temps”. La famosa fita australiana, Uluru es pot veure com un teló de fons surrealista en diverses escenes.

## Personatges
La llista completa de personatges és: 
- Gabriel York
- Gabriel Law
- Gabrielle York (versió més jove i més vella)
- Henry Law
- Andrew Price
- Elizabeth Law (versió més jove i més vella)
- Joe Ryan

El repartiment original de la producció de 2008 i 2009 va estar format per Paul Blackwell, Michaela Cantwell, Carmel Johnson, Kris McQuade, Yalin Ozucelik, Anna Lise Phillips, Neil Pigot i el músic i compositor Quentin Grant, que va ser col·laborador en el procés creatiu i va interpretar la música de piano en directe.

## Estructura
L'obra té una reproducció de dues hores de durada completa sense interrupció. La seva estructura no lineal es desplega en 22 escenes. El drama compta amb diversos monòlegs.
Un crític de Time Magazine va descriure l'obra com "l'estructura dramàtica més complicada que he vist durant anys" a causa dels canvis deliberadament desorientadors al calendari i personatges de diferents períodes sovint sobreposats a l'escenari. A mesura que el drama avança, les connexions entre les històries entrellaçades i els personatges es fan clares. La repetició i els idiomes, que es transmeten al llarg de les generacions, són dispositius utilitzats al llarg de l'obra.
Descrit com un "pretel poètic d'una obra de teatre", el drama ha comparat comparacions amb una altra peça estructuralment complexa, Incendis de Wajdi Mouawad (també conegut com a Scorched en la traducció anglesa).

## Temes
When the Rain Stops Falling explora temes relacionats amb la identitat pròpia, l'abandonament, el perdó i l'amor i com els llegats heretats configuren el nostre futur de maneres vistes i no vistes. Els temes es fan referència al monòleg inaugural de Gabriel York, ja que espera nerviosament el seu fill:
"Sé el que vol. Ell vol el que tots els homes joves volen dels seus pares. Vol saber qui és. D'on ve. D'on pertany. I per la meva vida, que no sé què dir-li."
Segons el periodista de la revista Time Richard Zoglin, els canvis de temps al llarg de l'obra serveixen de metàfores de la "impossibilitat d'escapar del passat, de la manera en què tots estem configurats pel que va arribar abans i estem vivint a l'ombra del que ve". El drama planteja la qüestió de si tenim capacitat per corregir els danys del passat en el present. Per tota la seva somnolència, hi ha moments d'humor sorprenents. L'obra finalitza amb una nota d'optimisme i esperança.
El canvi climàtic i la seva forma de remodelació del món és un tema principal, amb el disseny de paisatge sonor i la il·luminació amb textura que transmeten una atmosfera nefasta i una tempesta de pluja incessant a Alice Springs el 2039.
En una entrevista el dramaturg Andrew Bovell va dir que l'obra representava "la relació entre la saga familiar i l'antropocè".
"Heretem allò que no es resol del passat i, si no ho resolem nosaltres mateixos, ho transmetem als nostres descendents. Estem disposats a transmetre els danys del passat als nostres fills?"
Una crítica a l'australiana ABC Radio es referia a l'obra com a recerca universal de respostes, tractant l'abast dels problemes globals sobre si el medi ambient sobreviurà a la humanitat fins a preguntes més personals sobre "com podem sobreviure a les nostres pròpies històries i traumes familiars".

## Estrena i història de la producció
L'obra va ser encarregada i originalment produïda per Brink Productions a Adelaida, Austràlia Meridional, desenvolupada en col·laboració amb l'artista i dissenyador contemporani Hossein Valamanesh.
When Rain the Stops Falling fou representada per primer cop al Scott Theatre, Universitat d'Adelaide, el 28 de febrer de 2008. Dirigida per Chris Drummond, la producció va ser copresentada per Brink Productions a l'Adelaide Festival de 2008 i a la State Theatre Company of South Australia. Les produccions australianes també han tingut lloc a Brisbane, Alice Springs, Cairns, Sydney i Perth.
L'obra es va estrenar a Europa a l'Almeida Theatre, Londres, el 15 de maig de 2009. Aquesta producció va ser dirigida per Michael Attenborough i dissenyada per Miriam Buether.
Als Estats Units, l'obra es va estrenar al Lincoln Center Theater, ova York, al març de 2010 i va ser dirigida per David Cromer.
A Nova Zelanda, el drama produït pel Silo Theatre es va estrenar al Herald Theatre, Auckland, el juny de 2010.
L'estrena canadenca es va presentar al Shaw Festival a Niagara-on-the-Lake, Canadà. L'espectacle va ser dirigit pel reconegut director canadenc Peter Hinton amb aclamació crítica.
El desenvolupament de l'obra va comptar amb el suport del New Australian Stories Initiative de l'Australia Council for the Artsl, Arts South Australia's Major Commissions, la Pratt Foundation i el benefactor principal de Brink Production Maureen Ritchie.

## Recepció crítica
El Sydney Morning Herald va declarar que era un "teatre d'intimitat i ressonància rares." Time Magazine la va descriure com "la millor obra de 2010".
En contrast, The New York Times va comentar sobre "l'estructura elaborada" que feia "difícil submergir-se plenament en els destins de la gent en escena". Mentrestant, un crític de la revista Variety va assenyalar que l'obra "probablement és una obra divisòria" a causa dels seus elements narratius confusos, però va aclamar el seu "llenguatge suspens i peculiar, que és terrós i naturalista, però també intensament líric".

## Premis
L'obra ha obtingut diversos premis, entre els quals destaquen:
- AWGIE Stage Award (2009)[22]
- Sydney Theatre Awards - Millor obra nova australiana (2009)[23]
- Green Room Award - Millor producció i millor nova escriptura per a l'escena australiana (2009) (2009)[11]
- Louis Esson Prize for Drama (2008)[24]
- Queensland Premier's Literary Award - Millor Drama (2008).[24]

La producció al Lincoln Center Theater, Nov York, el 2010 va guanyar en cinc categories als Lucille Lortel Awards, inclosos el de director destacat, destacada actriu, disseny escènic excepcional, disseny excepcional d'il·luminació i excel·lent disseny de so.
La producció al Greenhouse Theater Center, Chicago va guanyar quatre premis als Non-Equity Jeff Awards de 2013 a la millor producció, millor directora, millor actriu en paper de suport i especialització artística.

## Publicació
El guió va ser publicat per Currency Press, Austràlia el 2009.